# Mutual (Oklahoma)
Mutual es un pueblo ubicado en el condado de Woodward en el estado estadounidense de Oklahoma. En el año 2010 tenía una población de 61 habitantes y una densidad poblacional de 87,14 personas por km².

## Geografía
Mutual se encuentra ubicado en las coordenadas 36°13′47″N 99°10′4″O / 36.22972, -99.16778 (36.229816, -99.167704).

## Demografía
Según la Oficina del Censo en 2000 los ingresos medios por hogar en la localidad eran de $30,625 y los ingresos medios por familia eran $53,250. Los hombres tenían unos ingresos medios de $21,667 frente a los $21,875 para las mujeres. La renta per cápita para la localidad era de $16,524. Alrededor del 34.5% de la población estaban por debajo del umbral de pobreza.